# François-Xavier de Valenzi
François-Xavier de Valenzi (Brno (Tsjechië), 26 januari 1766 - Gent of Desteldonk, 15 februari 1832) was een Zuid-Nederlands edelman.

## Geschiedenis
In 1778 verleende keizerin Maria-Theresia erfelijke adel aan Franz Michaël Valenzi. Hij was getrouwd met Eva de Berger en was raadslid in Brno en medisch raadsman van de keizerin.

## Levensloop
- François-Xavier Aloïs Joseph Ferdinand de Valenzi, zoon van Franz, was officier in Oostenrijkse dienst. Tijdens de laatste periode van de Oostenrijkse Nederlanden trouwde hij in februari 1792 in Gent met Jeanne de Berlaere (1748-1799). Hij hertrouwde in 1802 met Sophie de Pascal (1768 - ca. 1810) en opnieuw in 1812 met Thérèse de Ghellinck (1776-1853). In 1825, onder het Verenigd Koninkrijk der Nederlanden, werd hij opgenomen in de erfelijke adel.
  - Théodore de Valenzi (1813-1855) trouwde in 1836 met zijn nicht Marie-Jeanne de Maulde (1814-1865). Ze kregen zeven kinderen, maar zonder verdere afstammelingen. De familie doofde uit in 1872 bij de dood van hun dochter Julie.